# Ibrahim Alma
Ibrahim Alma (arab. ابراهيم عالمة; ur. 18 października 1991 w Umm al-Izam) – syryjski piłkarz grający na pozycji bramkarza. Od 2018 jest zawodnikiem klubu Al-Wahda Damaszek.

## Kariera piłkarska
Swoją karierę piłkarską Alma rozpoczął w klubie Al-Wathba, w którym w 2010 roku zadebiutował w pierwszej lidze syryjskiej. W 2013 roku odszedł do Al-Shorta Damaszek. W 2013 roku wywalczył z nim mistrzostwo Syrii, a w 2014 - wicemistrzostwo.
W 2014 roku Alma wrócił do Al-Wathba SC, a w sezonie 2015/2016 grał w Al-Wahda Damaszek, z którym został mistrzem kraju. Z kolei w latach 2016-2017 grał w Al-Ittihad Aleppo, z którym w sezonie 2017/2018 został wicemistrzem Syrii.
W grudniu 2017 roku Alma przeszedł do irańskiego Sepahanu Isfahan. Zadebiutował w nim 29 grudnia 2017 w wygranym 4:0 domowym meczu z zespołem Padideh FC.
W 2018 Alma trafił do saudyjskiego Al-Qadsiah FC, a następnie wrócił do Al-Wahda Damaszek.

## Kariera reprezentacyjna
W reprezentacji Syrii Alma zadebiutował 11 października 2012 w zremisowanym 1:1 towarzyskim meczu z Kuwejtem. W 2019 roku powołano go do kadry na Puchar Azji.